# Пирс Браун
Пирс Браун (енгл. Pierce Brown; Денвер, 28. јануар 1988) је амерички писац научне фантастике. 
Написао је серијал књига Успон црвеног, који се састоји од књига Успон црвеног (2014), Син златнога (2015), Звезда зоре (2016), Гвоздени златни (2018), Мрачно доба (2019) и Доносилац светлoсти (2023). Написао је и серијал стрип преднаставака Успон црвеног: Синови Ареса, који је објављен 2017. године.

## Биографија
Пирс Браун је одрастао у седам различитих држава САД. Студирао је на Универзитету Пепердајн, где је стекао диплому политичких наука и економије. Када је 2012. продао Успон црвеног Браун је радио за NBC у Бербанку (Калифорнија) и живео је у гаражи свог бившег професора политичких наука.
Пре него што је продао Успон црвеног суочио се са одбијањем од 120 агената. Написао је роман за два месеца изнад гараже својих родитеља у Сијетлу (Вашингтон).
Успон црвеног, објављен 2014, добио је широке позитивне критике, и нашао се на 20. месту бестселер листе Њујорк тајмса. Наставак из 2015, Син златнога, завршио је као шести на истој листи и подједнако је хваљен од стране критичара. Године 2016, трећа књига серијала, Звезда зоре, достигла је прво место на бестселер листи Њујорк тајмса у категорији књига тврдог повеза за одрасле, дигиталне књиге и кумулативно.  Такође је достигла прво место на бестселер листи Ју-ес тудеја.
Септембра 2024. Браун је на свом Инстаграм налогу објавио да је серијал књига Успон црвеног продат у 6 милиона примерака.

### Романи
| Серијал                     | Књига                  | Датум            |
| --------------------------- | ---------------------- | ---------------- |
| Трилогија Успон црвеног     | Успон црвеног ()       | 28. јануар 2014. |
| Трилогија Успон црвеног     | Син златнога ()        | 6. јануар 2015.  |
| Трилогија Успон црвеног     | Звезда зоре ()         | 9. фебруар 2016. |
| Тетралогија Гвоздени златни | Гвоздени златни ()     | 16. јануар 2018. |
| Тетралогија Гвоздени златни | Мрачно доба ()         | 30. јул 2019.    |
| Тетралогија Гвоздени златни | Доносилац светлости () | 25. јул 2023.    |
| Тетралогија Гвоздени златни | Црвени бог ()          | Лето 2026.       |

### Стрипови
- Успон црвеног: Синови Ареса (Red Rising: Sons of Ares) (2017)
- Успон црвеног: Синови Ареса - 2. свеска: гнев (2020)
- Успон црвеног: Синови Ареса - 3. свеска: забрањена песма (2023)

### Кратке приче
- (2017)